# 女流文学者賞
女流文学者賞（じょりゅうぶんがくしゃしょう）は、1946年から1960年まで、女流作家の優れた作品に贈られた文学賞。鎌倉文庫系の『婦人文庫』が主宰したが、その1949年の倒産後は、『女流文学者会』が運営した。1961年に中央公論社に引き継がれ、女流文学賞と改名した。

## 受賞者
- 第1回（1946年）- 平林たい子『かういふ女』
- 第2回（1947年）- 網野菊『金の棺』
- 第3回（1948年）- 林芙美子 『晩菊』
- 第4回（1951年）- 吉屋信子『鬼火』 /大田洋子『人間襤褸』
- 第5回（1952年）- 大谷藤子『釣瓶の音』
- 第6回（1953年）- 円地文子『ひもじい日々』
- 第7回（1954年）- 壺井栄『風』
- 第8回（1956年）- 原田康子『挽歌』 /大原富枝『ストマイつんぼ』
- 第9回（1957年）- 宇野千代『おはん』
- 第10回（1958年）- 該当作なし
- 第11回（1959年）- 梁雅子『悲田院』
- 第12回（1960年）- 芝木好子『湯葉』 /倉橋由美子『パルタイ』